# Петриківський повіт
Петриківський повіт (до 1783 року — Крюківський повіт) — колишній повіт Лисаветградської провінції Новоросійської губернії з центром у Петриківці.
Створений як Крюківський повіт з повітовим містом у Крюкові. До Крюківського повіту увійшли шанці Жовтого полку і більша частина рот Лисаветградського полку.
1783 Крюківський повіт перейменовано на Петриківський з повітовим містом Петриківка (сучасна Нова Прага) і пониженням Крюкова до позаштатного міста. 1784 року Петриківський повіт увійшов до складу Катеринославського намісництва.